# مارينا كيغان
مارينا كيغان (بالإنجليزية: Marina Keegan)‏ هي صحفية وكاتبة مسرحية وكاتِبة أمريكية، ولدت في 25 أكتوبر 1989 في بوسطن في الولايات المتحدة، وتوفيت في 26 مايو 2012 في رأس كاد ‏ في الولايات المتحدة.